# Palestrina
Palestrina är en ort och kommun i storstadsregionen Rom, innan 2015 provinsen Rom, i regionen Lazio i Italien. Kommunen hade 22 068 invånare (2018) och gränsar till Artena, Castel San Pietro Romano, Cave, Gallicano nel Lazio, Labico, Rocca di Cave, Rocca Priora, Rom, San Cesareo, Valmontone och Zagarolo.
Palestrina var under antiken känt under namnet Praeneste en betydande ort längs landvägen genom Latium till Kampanien. Rika furstegravar från början av 600-talet f.Kr. vittnar om ortens betydelse och nära kontakter med Etrurien och Grekland. Praeneste var medlem av Latinska förbundet och allierade sig redan 499 f. Kr. med Romarriket, avföll dock 381 f. Kr. men underkuvades på nytt 338 f. Kr.
Under romersk överhöghet följde en ny ekonomisk uppblomstring, då Praeneste blev känt för sin tillverkning av dekorerade bronsföremål. Av arkeologiska fynd framgår att 100-talet f. Kr. var en intensiv byggnadsperiod i staden. Främst bland dessa märks Fortuna, huvudsakligen uppförd omkring 80 f. Kr., vilken frilades efter att staden utsatts för svåra bombningar i samband med de allierades offensiv genom Italien 1944.
82 f. Kr. besattes Praeneste av Marius adoptivson och erövrades därefter av Sulla som bestraffade staden genom att förvandla den till en veterankoloni. Under kejsar Tiberius återfick dock staden sin ställning som municipum.
Under 700-talet knöts Palestrina till Kyrkostaten, men dess svaghet innebar att staden under större delen av medeltiden kom att styras av ätten Colonna, som 1043 fick kontrollen över staden. Under långa tider befann man sig i konflikt med kyrkostaten, Bonifatius VIII intog 1297 Palestrina och lät rena ned dess befästningar och först sedan Clemens V blivit påve 1307 fick släkten åter rätt att återuppbygga befästningarna. 1311 var Palestrina platen för ett möte mellan Sciarra Colonna, Henrik av Luxemburg och andra Ghibelliner i kampen om makten i Tysk-romerska riket. 1350 och 1352 förstvarades Palestrina av Stefan Colonna mot Cola di Rienzo. Under de närmaste hundra åren motstod Palestrina alla belägringsförsök men föll 1437 efter att ha belägrats av kardinal Giovanni Vitelleschi, brändes och plundrades. 1448 återuppbyggdes dock staden.  1572 blev Palestrina ett självständigt furstendöme. 1630 sålde ätten Colonna staden till ätten Barberini.